# Giovanni Antonio Sangiorgio
Giovanni Antonio Sangiorgio (Milano, 1439/1442 – Roma, 14 marzo 1509) è stato un giurista, patriarca cattolico e cardinale italiano.

## Biografia
Nato da famiglia nobile, era parente del cardinale Giovanni Francesco Biandrate di San Giorgio Aldobrandini.
Papa Alessandro VI lo elevò al rango di cardinale nel concistoro del 20 settembre 1493.
Fu vescovo di Alessandria dal 14 aprile 1478 al 6 settembre 1499, quando fu nominato vescovo di Parma, carica che ricoprì fino alla morte, il 14 marzo 1509.

## Opere
- De appellationibus, Como, Ambrogio d'Orco e Dionigi Paravicino, V id. aug. [9 VIII] 1474.
- (LA) Super usibus feudorum, Pavia, 1490.
  - (LA) Super usibus feudorum, Lyon, Jacques Giunta, héritiers, 1548.